# فلاديسلاف دوتكيويتز
فلاديسلاف دوتكيفيتش 21فبراير 1918 في ستارا سيل أوكرانيا ثم في بولندا - 2 أكتوبر 1999 في أديلايدكان فنانًا أستراليًا بولندي المولد وكاتب مسرحي باللغة البولندية ، وفاز بالعديد من الجوائز كرسام.  هاجر إلى أستراليا عام 1949 